# الدوري المكسيكي الممتاز 1966–67
الدوري المكسيكي الممتاز 1966-67 (بالإسبانية: Primera División de México 1966-67)‏ هو الموسم 24 من الدوري المكسيكي الممتاز. أقيم خلال الفترة 21 يوليو 1966 وحتى 24 فبراير 1967، وأشرف على تنظيمه اتحاد المكسيك لكرة القدم، وكان عدد الأندية المشاركة فيه 16، وفاز فيه نادي تولوكا.